# Hello Kitty Island Adventure
《Hello Kitty Island Adventure》是2023年生活模擬遊戲，由Sunblink開發及發行。遊戲首发登录iOS、macOS、Apple TV，2025年登陆任天堂Switch、Windows、PlayStation 4、PlayStation 5。
遊戲在Metacritic的各平台匯總得分為78—81，在OpenCritic的媒體推薦率為84%。

## 外部連結
- 官方网站 （英語）